# 比爾卡馬雷河
比爾卡马雷河（烏克蘭語：Білка Маре）是東歐的河流，屬於錫雷特河的左支流。該河發源自迪布里夫卡以南，流經烏克蘭西南部與羅馬尼亞北部，河道全長14公里，流域面積51.6平方公里。